# Maury City
Maury City is een plaats (town) in de Amerikaanse staat Tennessee, en valt bestuurlijk gezien onder Crockett County.

## Demografie
Bij de volkstelling in 2000 werd het aantal inwoners vastgesteld op 704.
In 2006 is het aantal inwoners door het United States Census Bureau geschat op 706, een stijging van 2 (0,3%).

## Geografie
Volgens het United States Census Bureau beslaat de plaats een oppervlakte van
2,9 km², geheel bestaande uit land. Maury City ligt op ongeveer 106 m boven zeeniveau.

## Plaatsen in de nabije omgeving
De onderstaande figuur toont nabijgelegen plaatsen in een straal van 20 km rond Maury City.